# Julius Indongo
Julius Munyelele Indongo  (født 12. februar 1983) er en namibisk amatørbokser, som konkurrerer i vægtklassen letvægt. Indongo har ingen større internationale resultater, og fik sin olympiske debut da han repræsenterede Namibia under Sommer-OL 2008. Her blev han slået ud i kvartfinalen.